# 聖なる市民
聖なる市民（Sancta Civitas）は、レイフ・ヴォーン・ウィリアムズが1923年から1925年にかけて作曲したオラトリオ。

## 概要
初演は1926年5月7日に、イギリスでゼネストが起こる中オックスフォードで行われた。7月9日のロンドン初演では作曲者自身が指揮を行った。楽曲のタイトルこそラテン語となっているものの、リブレットはヨハネの黙示録に基づいて全編英語で書かれている。詩は複数の訳書から採られている。後年、ヴォーン・ウィリアムズはこの曲が自作の合唱作品の中でもお気に入りだと述べていた。この曲を作曲した頃にはヴォーン・ウィリアムズは既に無神論者を自認していたが、親譲りの聖公会の伝統に則る形で書かれたこの唯一のオラトリオにおいて、他の楽曲にないほどの宗教心を顕わにしている。
仲間の作曲家であるハヴァーガル・ブライアンがオーケストラ部分をピアノに編曲したものが、声楽用楽譜として使用されている。

## 演奏時間
約31分半

## 楽器編成
管弦楽と混声合唱、セミ＝コーラス、少年らの「遠くからの合唱」、バリトンとテノール独唱。オルガンを追加することができる。

## 楽曲構成
続けて演奏される10の部分からなる。各部分は以下の通りとなっている。
I. I was in the spirit （レント）
II.  And I saw Heaven opened （アレグロ）
III.  And I saw an angel standing in the sun （メノ・モッソ）
IV.  Babylon the great is fallen （レント）
V. Rejoice over her O Heavens （アレグロ・モデラート）
VI.  And I saw a new heaven （アダージョ）
VII.  Therefore are they before the throne of God （ポコ・メノ・ラルゴ）
VIII.  And I saw a pure river
IX.  Holy, Holy, Holy （アンダンテ・ソステヌート）
X. Heaven and earth are full of Thy glory （ポコ・アニマート）